# Antonio José Durán
Antonio José Durán Guardeño (Cabra (Córdoba), 1962) es un investigador, matemático, catedrático, conferencista y escritor español.

## Biografía
José Durán es matemático de la Universidad de Sevilla (US). Inició su carrera como catedrático de análisis matemático en la US a finales de la década de 1990. Como catedrático ha trabajado en diversos proyectos de investigación relacionados con la 
ortogonalidad, aproximación, teoría de la aproximación, física matemática, teoría de la complejidad cuántica, funciones especiales e integración. Desde 2002 hasta 2005 se desempeñó como editor jefe de la Real Sociedad Matemática Española (RSME). Ejerce como vicepresidente de la Universidad Internacional de Andalucía (UNIA).
Su trayectoria le ha llevado a ser reconocido como un «experto internacional en funciones especiales de la física matemática». Sus contribuciones en las matemáticas han abierto nuevos campos y áreas de investigación, también han servido para «resolver algunos problemas relevantes cuya formulación se remonta a mediados del siglo XX». Es conferencista a nivel nacional e internacional y ha participado en eventos, instituciones de educación superior y congresos matemáticos, entre ellos, en el Instituto de Matemáticas de la Universidad Nacional Autónoma de México.
Durán ha dirigido varias obras de la Real Sociedad Matemática Española, en ellas, ha contribuido con ediciones de obras derivadas de matemáticos y físicos notables como Arquímedes, Isaac Newton y Leonhard Euler. Además es escritor y divulgador, faceta que le ha llevado a obtener varios reconocimientos como el Premio Nacional del Ministerio de Cultura por la obra Introductio in analysim infinitorum, en la categoría de libro de divulgación mejor editado. Este mismo ente le concedió el premio al mejor libro editado en 2007 por la obra Vida de los Números. También ha colaborado con la publicación de varios ensayos, además de ser columnista del periódico El País.
Ha publicado más de 90 artículos científicos que aparecen en revistas internacionales. Sus contribuciones se centran en diversas áreas de las matemáticas, entre ellas, la teoría de la aproximación, funciones especiales, integración, entre otras, además ha trabajado en la divulgación e investigación de la historia de las matemáticas. Además ha sido comisario en exposiciones de matemáticas realizadas en el Real Alcázar de Sevilla y la Biblioteca Nacional de España (BNE).

## Obras
- 2018: Crónicas matemáticas. ISBN 978-84-17067-75-5
- 2015: El universo sobre nosotros. ISBN 978-84-9892-871-6
- 2012: El ojo de Shiva, el sueño de Mahoma, Simbad... y los números. ISBN 978-84-233-2404-0
- 2011: La verdad está en el límite. ISBN 9788498679458
- 2009: Pasiones, piojos, dioses... y matemáticas. ISBN 978-84-233-4127-6
- 2009: Cauchy: Hijo Rebelde De La Revolución. ISBN 9788492493500
- 2007: La piel del olvido. ISBN 978-84-270-3356-6
- 2004: Matemáticas y Matemáticos. ISBN 978-84-472-0810-4
- 2002: La Luna de Nisan. ISBN 9788483064801
- 2001: El valor de las Matemáticas. ISBN 9788447205684

## Premios y distinciones
- Premio Nacional del Ministerio de Cultura por Introductio in analysim infinitorum.[6]
- 1995: Premio Real Maestranza de Caballería de Sevilla.[9]